# 加連威老道

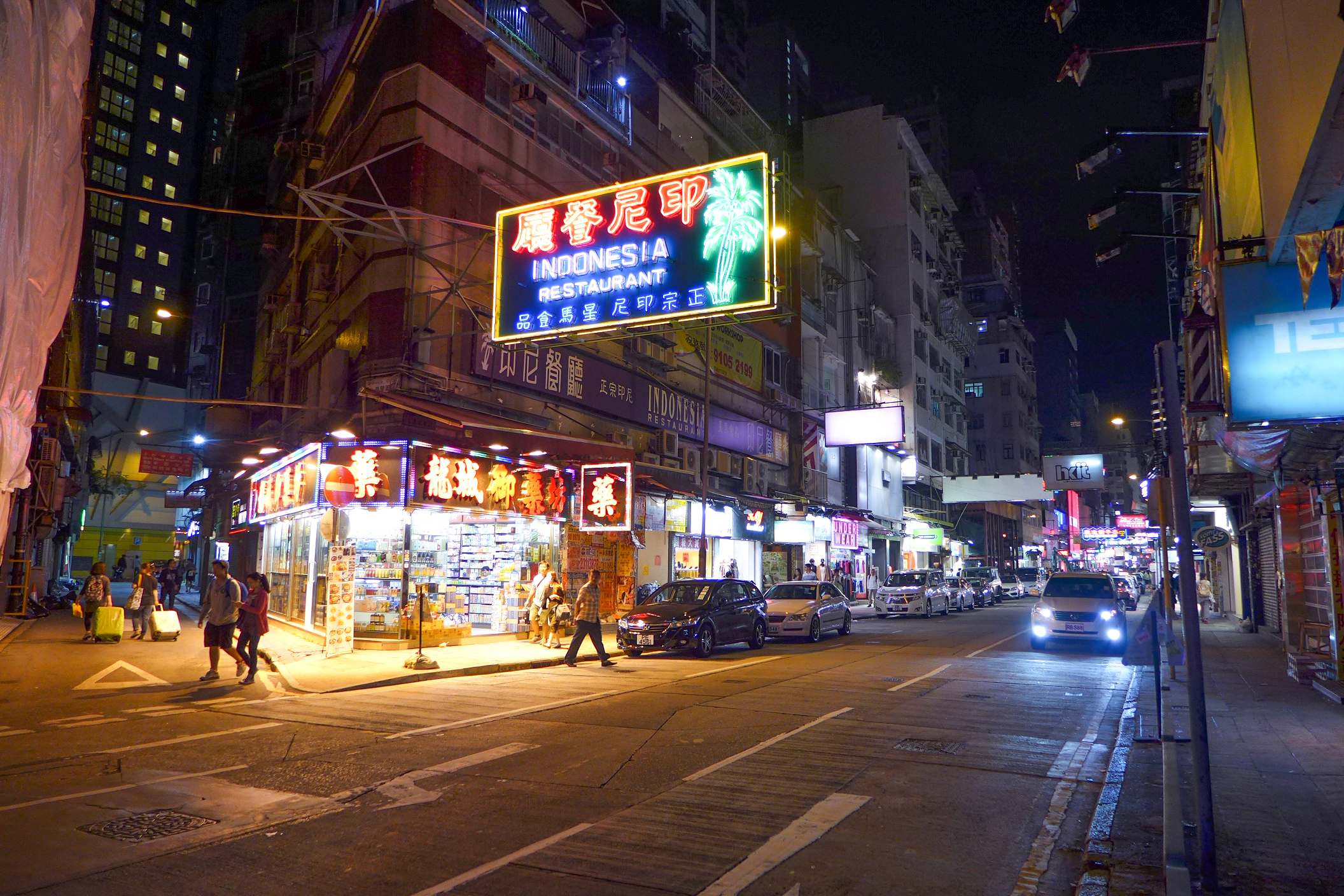
加連威老道近威華大廈對出一段夜景

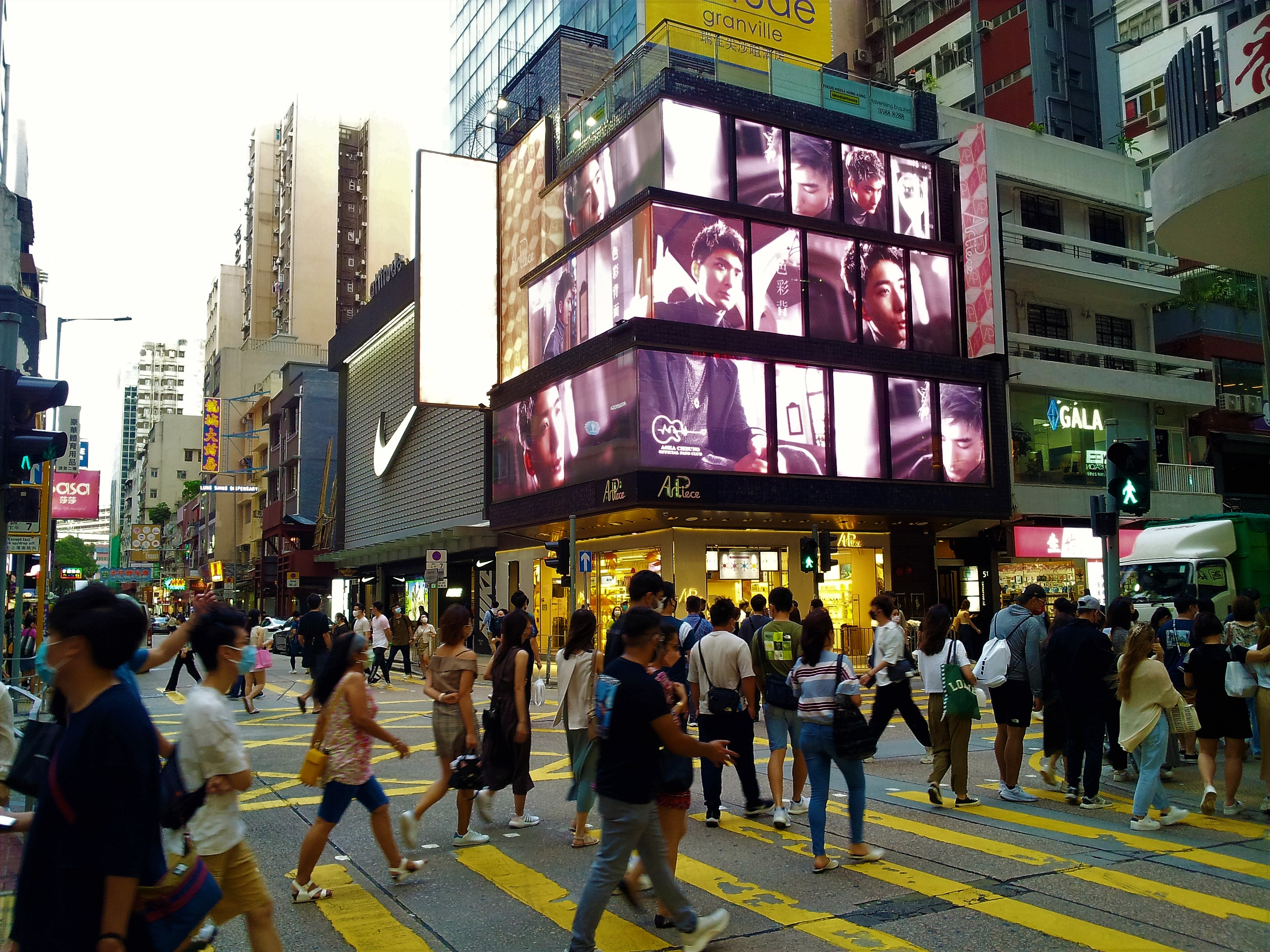
商鋪雲集人來人往的一段，近加拿分道交界

加連威老道（英語：Granville Road）是香港九龍尖沙咀的一條道路，西接彌敦道近東英大廈，橫跨漆咸道南，東北接科學館道近新東海商業中心。加連威老道的中段與加拿分道十字交加。
加連威老道於尖沙咀舊區（漆咸道南以西）一段，以外銷成衣批發著名。現時該街道有約30間服裝店，大多兼營零售，為區內購物熱點之一。

## 歷史
1887年，政府已修築了一條連接彌敦道及漆咸道的道路，惟當時尚未命名。1909年3月，政府在整頓九龍區街道名稱時，為紀念英國殖民地大臣第二代加連威老伯爵對香港政策提供過很多意見，便將該段路命名為加連威老道。
1970年代，漆咸道以東的紅磡灣進行填海，得出尖沙咀東的土地，其中一條與加連威老道相連的道路原名為明光道，但後來當局決定將之視為加連威老道的延伸段，成為尖東的主要道路。一個鄰近加連威老道的廣場也被命名為加連威老廣場。同樣的情況也出現於其南面的麼地道。

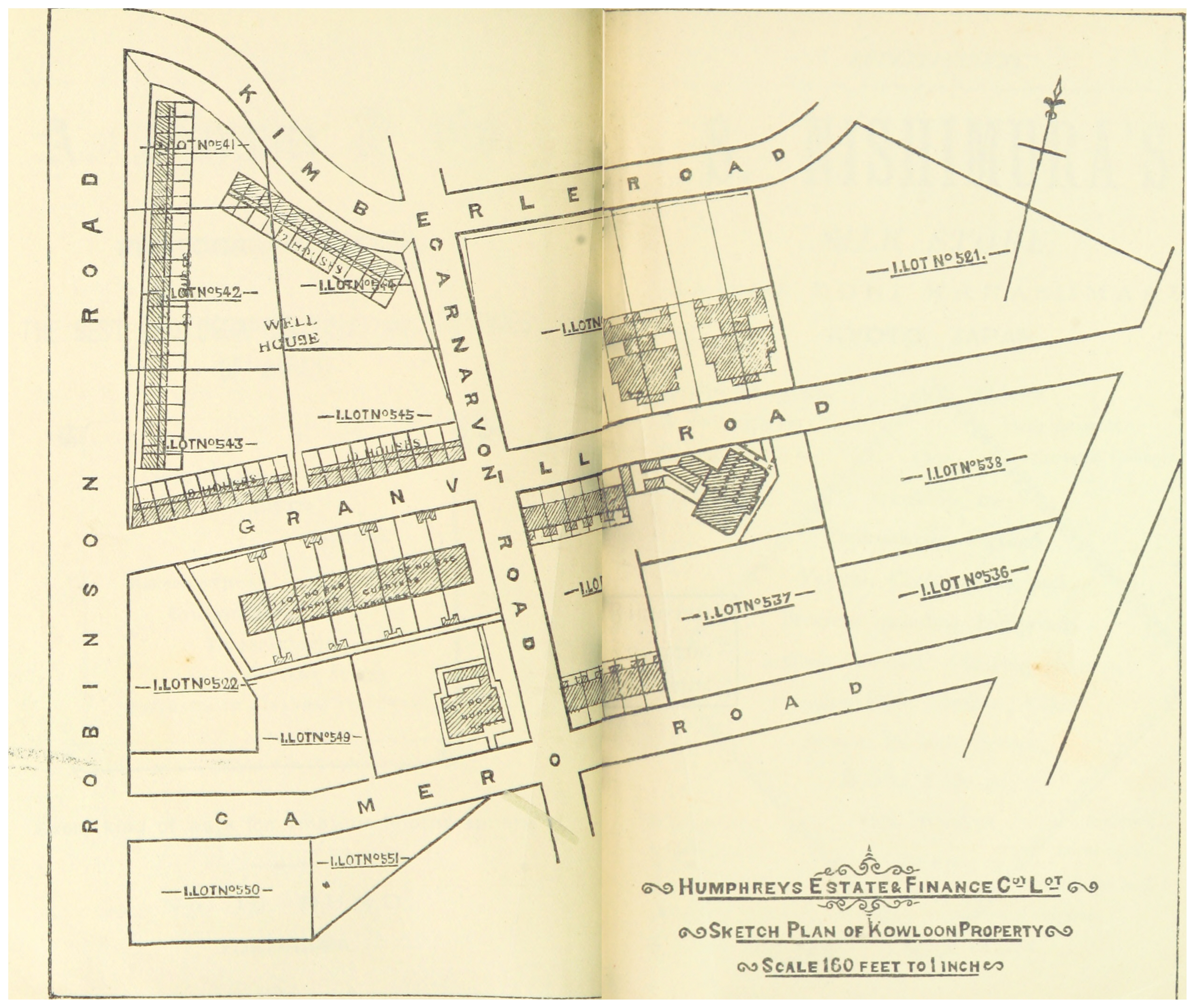
1897年的加連威老道及附近街道地圖，左方的「羅便臣道（Robinson Road）」仍未易名為彌敦道
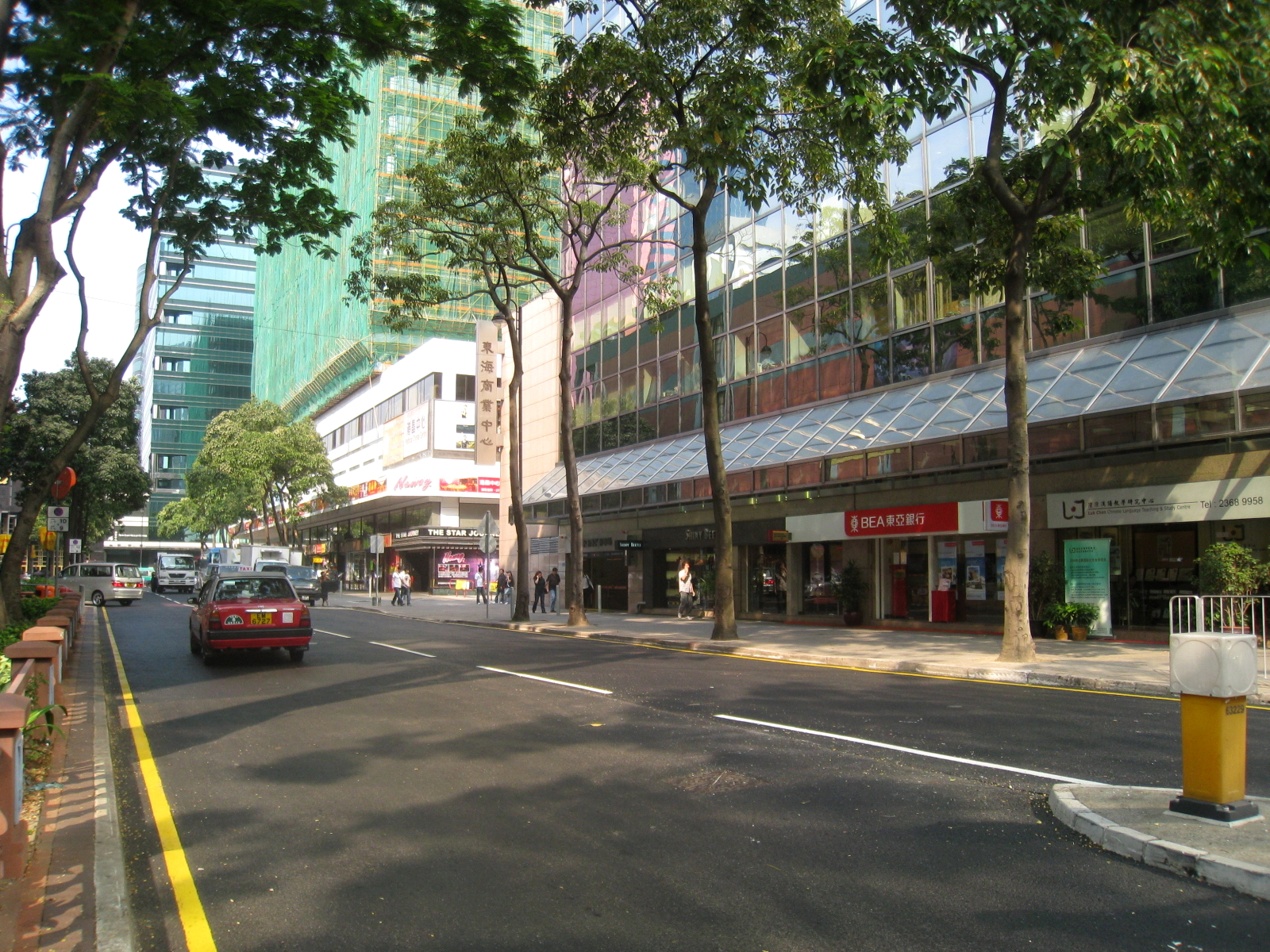
加連威老道近東海商業中心對出一段，是不少無綫電視劇集取景之處
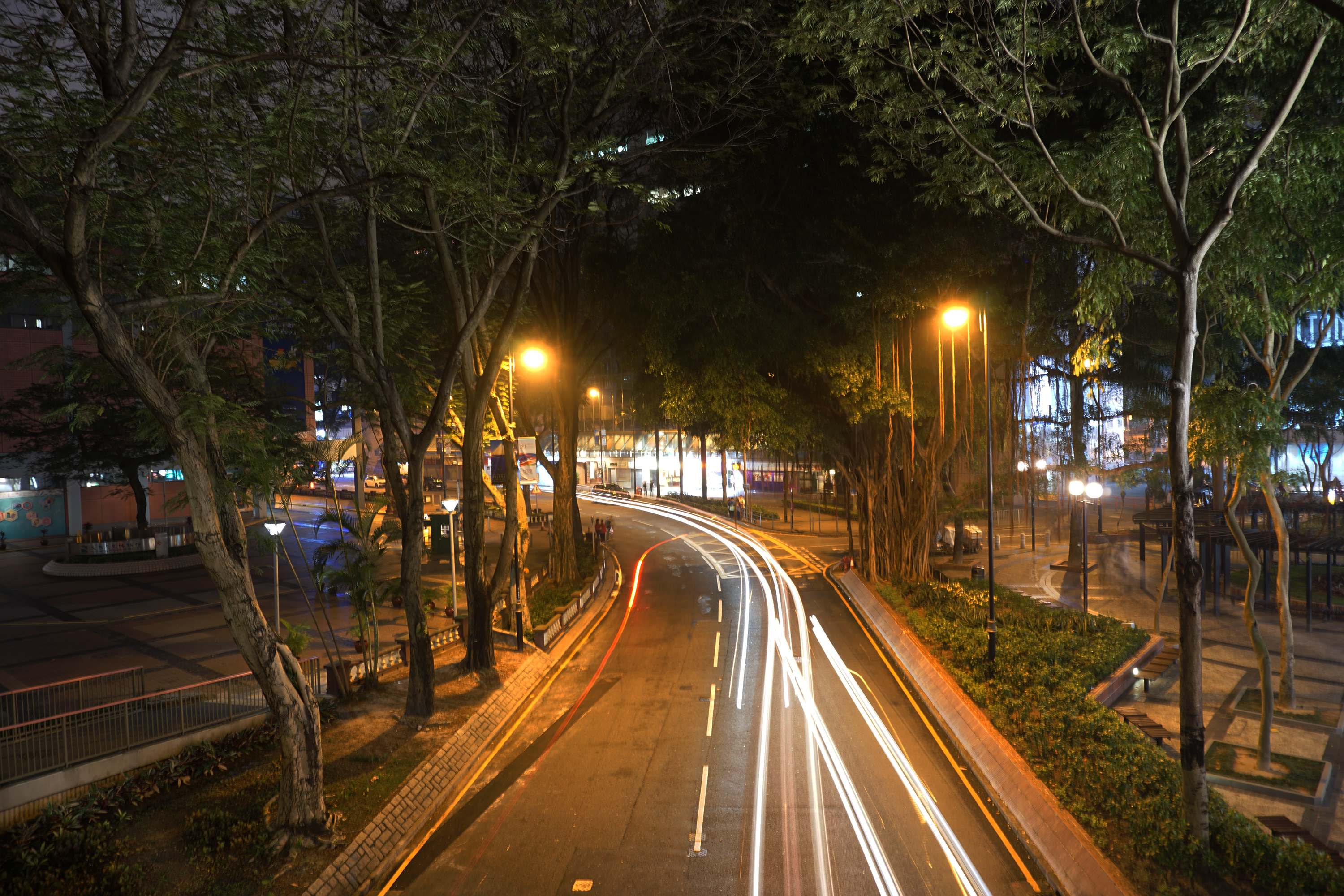
加連威老道近幸福中心

2020年初，在反修例運動和COVID-19疫情下，有媒體統計加連威老道短短約300米範圍已經有多達27個空置舖位。而差餉物業估價署數字顯示，該處一間時裝店及鞋店，下年度租值均急跌30%。

## 趣聞
加連威老道東段東海商業中心門外是無綫電視劇集拍攝外景的熱門地點。電視劇中不少人物都會從東海商業中心步出加連威老道，然後登上私家車或的士。

## 著名地點
- The ONE
- 香港科學館
- 市政局百週年紀念花園
- 東海商業中心
- 港晶中心
- Attitude Hotel，前稱同順興商業中心
- 基督教協進大樓（香港基督教服務處及香港基督教協進會的總部）

## 流行文化
- 獨立樂隊「南洋派對 N.Y.P.D.」創作的歌曲《美之 Mee & Gee》，歌詞提及位於加連威老道的同名著名二手時裝店

## 外部連結
维基共享资源上的相關多媒體資源：加連威老道